# 有馬要介
有馬 要介（ありま ようすけ、1855年（安政2年10月）- 1937年（昭和12年）10月31日）は、明治期の政治家。衆議院議員。

## 経歴
薩摩国鹿児島郡鹿児島城下（現鹿児島県鹿児島市）で生まれた。自由民権運動に加わり、三州社長を務めた。
1898年（明治31年）3月、第5回衆議院議員総選挙（鹿児島県第1区、同志倶楽部）で初当選し、同年8月の第6回総選挙（鹿児島県第1区、無所属）でも再選され、その後立憲政友会に所属し衆議院議員に連続2期在任した。